# Cratere Berylune
Berylune è un cratere sulla superficie di Ariel.